# Association sportive de Monaco (basket-ball)
Pour les articles homonymes, voir Association sportive de Monaco.
Maillots
Actualités
L'AS Monaco est un club monégasque de basket-ball évoluant en première division du championnat de France, basé à Monaco. Il s'agit d'une section du club omnisports de l'Association sportive de Monaco. Le club a connu plusieurs grands joueurs comme Georgy Adams, Éric Beugnot, George Brosterhous, Christian Garnier, Robert Smith, Philip Szanyiel, Mike James.

## Historique

### De l'élite à l'anonymat
L’AS Monaco connaît l'élite avec le championnat de France Excellence dans les années 1940. Le club arrive notamment en finale de zone occupée en 1942 où il échoue de peu à participer à la grande finale du championnat, puis en demi-finale de zone sud en 1943.
L’AS Monaco est ensuite quart-de-finaliste du championnat en 1945 puis demi-finaliste en 1948 avant de disputer sa toute première finale du championnat en 1950 sous la toute nouvelle appellation Nationale. Les Monégasques sont battus par le champion en titre l'ASVEL 40 à 52.
Le club est ensuite relégué à l'issue de la saison suivante et fait son retour en élite lors de la saison 1954-1955 avant d’être de nouveau relégué l'année suivante.
En 1973, l’AS Monaco décroche son premier titre de champion de France de Nationale 2 et connaît ainsi de nouveau l'élite alors désignée sous le terme de Nationale 1 de 1973 à 1975 puis de 1976 à 1991.
L'AS Monaco a vu défiler dans ses rangs de nombreux internationaux (Philip Szanyiel, Éric Beugnot, Christian Garnier, George Brosterhous) et certains des meilleurs joueurs américains du championnat de France des années 1980 (Robert Smith, Rick Raivio).
Lors de la saison 1982-1983, Monaco atteint la finale de la Coupe de la Fédération. Les Monégasques sont battus par le CSP Limoges 81 à 96.
Entre 1987 et 1990, le club se qualifie à chaque fois pour les playoffs du championnat. Monaco est la meilleure attaque du championnat avec 102,3 points en moyenne par match lors de la saison 1986-1987.
Lors de la saison 1990-1991, le club finit à la dernière place de la Pro A (avec seulement 3 victoires) avant de sombrer peu à peu, enchaînant les relégations.

### De la Nationale 2 au retour dans l'élite
Le club remonte en NM1 à l'issue de la saison 2011-2012.
Le riche homme d'affaires ukrainien Sergei Dyadechko, antérieurement président du BC Donetsk, injecte des fonds dans le club afin de l'aider à retrouver très rapidement l'élite.
Lors de la saison 2013-2014, l'AS Monaco réalise un recrutement de grande qualité pour un club de 3e division. Le Serbe Dušan Kecman qui a remporté l'Euroligue en 2009 avec le Panathinaïkos arrive au club. Michael Mokongo, Derrick Obasohan et Anthony Christophe sont aussi recrutés. L'équipe survole le championnat avec seulement quatre défaites et est sacrée championne de NM1.
Sans trop de difficulté, la Roca Team enchaine l'année suivante en remportant le titre de champion de Pro B lors de la saison 2014-2015 avec ses nouveaux joueurs Cyril Akpomedah, Moustapha Fall et Darrel Mitchell. Elle retrouve l'élite du basket-ball français, 24 ans après sa dernière apparition.

### L'affirmation nationale et les débuts européens (2015-2019)
Fraîchement promu avec le sixième budget et la troisième masse salariale de la Pro A pour la saison 2015-2016, Monaco ne cache pas ses ambitions. Son président Sergei Dyadechko souhaite en faire l'un des meilleurs clubs d'Europe. Pour cela le club se constitue un effectif très large dans l'objectif d'atteindre les playoffs de Pro A et recrute l'entraîneur Zvezdan Mitrović. Ainsi autour de joueurs comme Serhiy Hladyr, DeMarcus Nelson, Jamal Shuler et Amara Sy l'équipe s'installe durablement dans le haut de tableau. Étant qualifié  pour la Leaders Cup 2016, l'ASM remporte la finale — le premier trophée de son histoire — face à l'Élan sportif chalonnais (99-74) et s'affirme un peu plus comme l'un des favoris pour le titre de Pro A.
L'ASM termine à la première place de la saison régulière après une lutte acharnée avec la SIG Strasbourg. Après avoir vaincu Nanterre 92 en 1/4 de finale, la Roca Team est stoppée par l'ASVEL en demi-finales.

#### Saison 2016-2017: Une première participation européenne
Grâce à ses résultats lors de la saison 2015-2016 de Pro A, l'ASM se qualifie pour la Ligue des champions de basket-ball. Lors de la première édition de cette compétition européenne, les Monégasques se retrouvent dans le Groupe A avec l'Aris Salonique, Francfort, Banvit, Nymburk, Helios Suns, Nahariya et Bakken. Elle finit première de sa poule et se qualifie ainsi directement pour les huitièmes de finale où elle se défait de l'AEK Athènes puis elle bat en quarts de finale le Dinamo Basket Sassari pour se qualifier dans le Final Four.
Lors de la  saison 2016-2017, la Roca Team domine la saison régulière de Pro A où elle passe la majorité du temps en tête du classement. À la mi-saison, l'ASM est en tête du championnat de France et se qualifie ainsi pour la Leaders Cup 2017 où elle réussit à conserver son titre face à l'ASVEL en finale (95-91).
L'ASM termine à la première place de la saison régulière, mais est battue en 1/4 de finale des play-offs par l'ASVEL (69-72, 71-66 et 71-74).

#### Échec en finale des playoffs (2018 et 2019)
Bien que dominateur en saison régulière (deux fois en tête du classement à l'issue de la saison), l'AS Monaco ne parvient pas à décrocher le titre, défait à chaque fois en finale par Le Mans Sarthe Basket en 2018 puis par l'ASVEL en 2019. La Roca Team remporte toutefois un nouveau trophée en 2018, sa troisième Leaders Cup d'affilée.

#### Premier sacre européen (2020/2021)
L'AS Monaco remporte l'EuroCoupe de basket-ball 2020-2021, s'imposant en finale (au meilleur des 3 matchs) contre les Russes de l'UNICS Kazan, en remportant la première manche à domicile 89-87 puis le second match en Russie 86-83. Une performance qui leur permet de décrocher une qualification en EuroLigue, la plus grande compétition européenne de basket-ball, pour la première fois de leur histoire.
Après la phase de poule (contre Joventut Badalona, Nanterre 92 et Unicaja Málaga), Monaco a battu Budućnost VOLI Podgorica en quart de finale (76-77 ; 74-64 ; 90-87) puis CB Herbalife Gran Canaria (82-77 ; 76-74) en demi finale.
À la fin de la saison régulière du championnat de France, la Roca Team se classe à la quatrième position. La phase finale se déroule sous le format d'un final four. Après un succès face à la JL Bourg-en-Bresse (91-72) en quart de finale, les Monégasques s'inclinent face à la JDA (79-68). L'entraîneur monégasque, Zvezdan Mitrović, est élu entraîneur de la saison pour la troisième fois de sa carrière.

#### La découverte de l'EuroLigue (depuis 2021)
À l'aube d'une première saison historique en EuroLigue, les dirigeants de la Roca Team accordent leur confiance à Zvezdan Mitrović pour trois saisons supplémentaires. Dee Bost, capitaine et meneur historique de la Roca Team, quitte le Rocher. Paris Lee le remplace à la mène, le jeune Rudy Demahis-Ballou est quant à lui prolongé, tout comme Ibrahima Fall Faye. Le budget de l'ASM est de 14,1 millions.
Mi-décembre 2021, Mitrović est licencié et remplacé par Saša Obradović.
Le club finit la saison à une belle 7e place d'Euroligue, perdant en play-offs en quart de finale contre l'Olympiakós en cinq matchs, et en finale de championnat de France contre l'ASVEL également en cinq confrontations.

#### Le doublé en Championnat (2023-2024)
En 2022-2023, l'ASM recrute des joueurs prestigieux comme Jordan Loyd, John Brown ou les Français Élie Okobo et Adrien Moerman. Le budget prévisionnel est de 20,7 millions d'euros dont 10,8 millions pour les salaires, ce qui en fait le budget le plus important de la première division. Lors de cette saison, l'AS Monaco se qualifie pour la première fois de son histoire au carré final (Final Four) de l'Euroligue, perdant en demi-finale contre l'Olympiakós 76 à 62, et devient aussi le troisième club français après le Limoges CSP et l'ASVEL Lyon-Villeurbanne à y accéder.
L'ASM Roca Team signe le doublé, vainqueur de la coupe de France 2023 (90-70) face à l'ASVEL Lyon-Villeurbanne et le championnat de France 2023 face au Metropolitans 92 en trois matchs (87-64, 95-88 et 85-92) pour une première finale historique au Court Philippe-Chatrier, où se joue Roland-Garros en tennis.
Lors de l'intersaison 2023, l'AS Monaco recrute le quadruple All-Star en NBA, Kemba Walker dont l'impact s'avère modeste (utilisé uniquement en Euroligue, il apporte 4,4 points de moyenne).
Pour la saison 2023-2024, Monaco conserve le budget prévisionnel le plus important du championnat de France avec 27,5 millions d'euros et une masse salariale de 13,1 millions. Le club est sacré champion de France contre le Paris Basketball et finit la saison d'Euroligue à la 3e place, perdant le quart de finale en 5 manches contre le Fenerbahçe SK.

#### Une finale européenne historique (2025)
Pour la saison 2024-2025, le budget prévisionnel est de 29,4 millions d'euros (+7 %) et sa masse salariale de 14,7 millions d'euros (+13 %), ces deux nombres sont les plus importants pour un club du championnat de France. Un changement de coach intervient fin novembre 2024, Saša Obradović étant remplacé par le coach grec Vasílios Spanoúlis.
Le club monégasque réalise sa meilleure saison en Euroligue, finissant à la 4e place de la saison régulière de cette édition 2024-2025. S'en suit les play-offs, où Monaco gagne sa série de quart de finale 3 victoires à 2 contre le FC Barcelone, se qualifiant pour le Final Four pour la 2e fois de son histoire, celui-ci se jouant le week-end du 23-25 mai à Abou Dhabi aux Émirats arabes unis, à l'Etihad Arena. Le club de la principauté réalise la surprise le 23 mai en battant le 1er de la saison, l''Olympiakós, sur le score de 78 à 68, ce qui lui donne accès à la finale de l'Euroligue pour la première fois de son histoire et pour la première fois depuis 32 ans pour un club français depuis le Limoges CSP. La forte défense de Jaron Blossongame et du reste de l'équipe ayant limité en attaque le collectif grec et la détermination des monégasques sont les principales raisons de cette victoire. Deux jours plus tard, le 25 mai, après avoir joué les yeux dans les yeux pendant trois quart temps contre le Fenerbahçe SK, l'équipe de Vasílios Spanoúlis s'incline en finale contre le vainqueur turque 70 à 81.
En championnat de France, le club monégasque termine la saison à la 3e place et tentera de relever la tête en débutant les play-offs en quart de finale contre Le Mans.

## Palmarès
| Compétitions nationales | Compétitions internationales |
| - Championnat de France de 1re division (2) : - Champion : 2023, 2024 - Vice-champion : 1950, 2018, 2019, 2022 - Championnat de France de 2e division (2) : - Champion : 1973, 2015 - Champion de France de 3e division (1) : - Champion : 2014 - Coupe de France (1) : - Vainqueur : 2023 - Coupe de la Fédération (0) : - Finaliste : 1983 - Semaine des As / Leaders Cup (3) : - Vainqueur : 2016, 2017, 2018 | - Euroligue (0) : - Finaliste : 2025 - Troisième : 2023 - EuroCoupe (1) : - Vainqueur : 2021 - Ligue des Champions (0) : - Finaliste : 2018 - Troisième : 2017 |
| - Championnat de France de 1re division (2) : - Champion : 2023, 2024 - Vice-champion : 1950, 2018, 2019, 2022 - Championnat de France de 2e division (2) : - Champion : 1973, 2015 - Champion de France de 3e division (1) : - Champion : 2014 - Coupe de France (1) : - Vainqueur : 2023 - Coupe de la Fédération (0) : - Finaliste : 1983 - Semaine des As / Leaders Cup (3) : - Vainqueur : 2016, 2017, 2018 | Compétitions de jeunes |
| - Championnat de France de 1re division (2) : - Champion : 2023, 2024 - Vice-champion : 1950, 2018, 2019, 2022 - Championnat de France de 2e division (2) : - Champion : 1973, 2015 - Champion de France de 3e division (1) : - Champion : 2014 - Coupe de France (1) : - Vainqueur : 2023 - Coupe de la Fédération (0) : - Finaliste : 1983 - Semaine des As / Leaders Cup (3) : - Vainqueur : 2016, 2017, 2018 | Néant |

## Entraîneurs successifs
- 1999 - 2000 : (Nationale 1) :  Jean-Pierre Baldwin
- 2000 - 2003 : (Nationale 1 puis Nationale 2) :  Philippe Beorchia
- 2003 - 2004 : (Nationale 2) :  Claude Palanca
- 2004 - 2007 : (Nationale 2) :  Stéphane Dao
- 2007 - 2010 : (Nationale 2) :  Georgy Adams
- 2010 - 2013 : (Nationale 2 puis Nationale 1) :  Jean-Michel Sénégal
- 2013 - mars 2015 : (Nationale 1 puis Pro B) :  Savo Vučević
- mars 2015 - Juin 2015 : (Pro B) :  Philippe Beorchia
- mars 2015 - juin 2018 : (Pro B puis Pro A) :  Zvezdan Mitrović
- 2018 - 2019 : (Jeep Élite) :  Sašo Filipovski
- 2019 - 2020 : (Jeep Élite) :  Saša Obradović
- 2020 - 2021 : (Jeep Élite) :  Zvezdan Mitrović
- 2021 - 2024 : (Betclic Élite) :  Saša Obradović
- 2024 - : (Betlic Élite) :  Vasílios Spanoúlis

## La salle
La salle omnisports Gaston-Médecin est située sous les tribunes du stade Louis-II de Monaco. Son parquet est en chêne massif et lui permet d'accueillir des compétitions de basket-ball, volley-ball, de handball mais aussi de judo, d'escrime, d'haltérophilie et de gymnastique. Le terrain mesure 44 mètres sur 24. La salle Gaston-Médecin a été rénovée à plusieurs reprises, notamment au préalable de la saison 2022, et peut ainsi accueillir jusqu'à 4 600 spectateurs. En 2023, la salle est à nouveau rénovée (sièges en bois) et agrandie, offrant désormais 5 000 places,,,,,.